# Luger P08

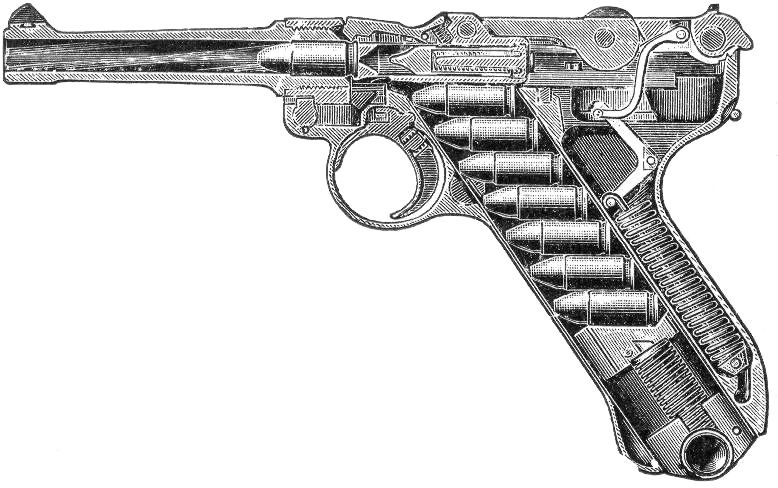
Georg Lugers ritning från 1908.

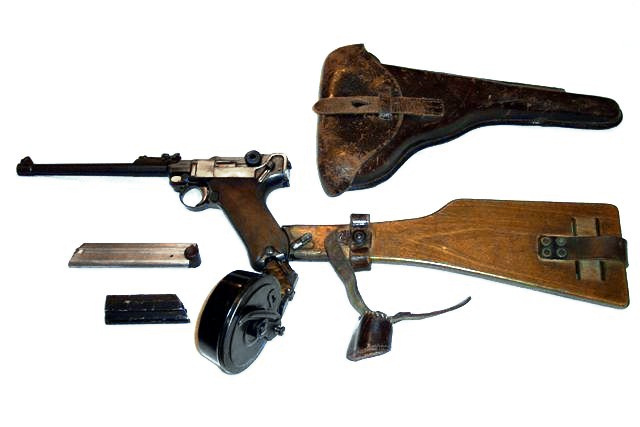
"Lange Pistole 08", med 200 mm pipa, 32 patroners trummagasin och löstagbar kolv.

Pistole Parabellum 1908, även kallad Luger, är en automatpistol konstruerad av Georg J. Luger. Lugern är en av de mest välkända pistolerna. Den tillverkades från 1898-1945 i en mängd olika versioner och för en mängd olika länders krigsmakter.

## Mekanism
Lugern använder sig av kort piprekyl och slutstycket har ett knäledslås. Denna typ av mekanism hade först utvecklats av Hiram Maxim för hans Maximkulspruta 1884. När pistolen avfyras får rekylen slutstycket att röra sig bakåt, varvid knäleden öppnar sig vertikalt uppåt och den tomma patronhylsan kastas ut. Knäleden fjädrar sedan fram igen och slutstycket för in en ny patron i patronläget från magasinet, och pistolen är åter klar att avfyras. Denna mekanism är ovanligt komplex för en pistol, vilket ställde höga krav på precision vid tillverkningen. Dessvärre ledde detta även till att Lugern blev dyr att tillverka. Fördelen är att systemet med fast pipa gav pistolen mycket god precision.
Lugern har ett löstagbart magasin placerat i kolven. Den var den första serietillverkade pistolen med denna finess, som gör det avsevärt lättare att ladda vapnet, och som numera är standard i så gott som alla automatpistoler.
Det tillverkades även några versioner med längre pipa för militär personal som inte var utrustade med gevär. Marinversionen hade en 152 mm pipa och var siktesgraderad till 200 meter. "Lange-" eller "Artillerie-Pistole 08" hade en 203 mm pipa, var siktesgraderad till 800 meter och kunde utrustas med ett trummagasin för 32 patroner, där en träkolv som var sammanbunden med hölstret kunde fästas på pistolen. Samma metod var standard för marinlugern, som hade en lite annorlunda kolv och förstås ett annat hölster. Lugern fanns även i karbinutförande med ännu längre pipor.

## Historia
Lugern är en vidareutveckling, utförd av Georg J. Luger, av automatpistolen Borchardt C93 för företaget Ludwig Loewe & Co i Karlsruhe, Tyskland (senare omdöpt till Deutsche Waffen und Munitionsfabriken (DWM)). Borchardt C93 från 1893 var en av de första serietillverkade automatpistolerna. Luger förbättrade Borchardts konstruktion och utvecklade också en ny patron i kaliber 7.65 × 21mm Parabellum. Lugers pistol började tillverkas från 1898 och fick namnet Parabellum (latin: för krig).
Det första land vars krigsmakt antog Lugern som tjänstevapen var Schweiz som 1900 började licenstillverka den för sin armé. På grund av kritik för att dess ammunition var för klen utvecklade Luger ytterligare en patron till sin pistol, 9 × 19 mm Parabellum. Han förbättrade även konstruktionen under de första åren på 1900-talet. Den förbättrade Parabellum-pistolen med den nya 9 mm-ammunitionen antogs som tjänstevapen av tyska Kejserliga marinen 1904 och av Kejserliga tyska armén 1908.
Denna kaliber har sedermera blivit en av världens vanligaste för pistoler och kulsprutepistoler. 9 mm Parabellum är idag NATO:s och den svenska försvarsmaktens standardammunition för pistoler (svenska försvarsmaktens beteckning m/39B). Även inom flera länders polisstyrkor används 9 × 19 mm, till exempel den svenska polisen.
Ett par Luger i kaliber .45 ACP levererades även för utvärdering till den amerikanska armén, vilken hade för avsikt att ersätta sin dåvarande tjänsterevolver med en automatpistol. Av skäl som än idag är omdebatterade drog sig Luger ur, och den nya officiella amerikanska tjänstepistolen kom sedermera att bli Colt M1911.
Lugern antogs som tjänstepistol av den Kejserliga tyska armén 1908 och fick där beteckningen Pistole 08 (förkortat P08). Även en äldre variant Pistole 06 förekom dock. Huvudproduktionen av Lugern fortsatte i Tyskland fram till mitten av andra världskriget (ett mindre antal tillverkades under fram till 1945 till Luftwaffe ) men den blev på grund av höga tillverkningskostnader senare utbytt mot den modernare, billigare och mindre komplicerade Walther P38. Även om P38 infördes som modell 1938 så kom det att dröja många år innan den uppnådde full produktion och kom ut på bredden på förbanden. Trots att P38 var Wehrmachts tjänstepistol under andra världskriget så var det väldigt många som hade P08 istället. 
På grund av sitt vackra och påkostade utförande föredrog dock många tyska officerare Lugern framför Walthern. 
Efter andra världskriget hade Lugern spelat ut sin roll som tjänstevapen i många länder, men olika modeller av Lugern har tillverkats i olika kalibrar för den civila marknaden fram till våra dagar.
Andra länder än Tyskland och Schweiz vars krigs- eller polismakt använt modeller av Lugern inkluderar Bulgarien, Finland, Iran, Luxemburg, Nederländerna, Portugal, Turkiet samt en rad länder i Latinamerika.
Lugern var även en hett eftertraktad krigssouvenir för de amerikanska soldaterna i Europa under andra världskriget. Detta visas bland annat i TV-serien Band of Brothers.

## Fördelar och nackdelar
Den uppskattades av många förutom för utseendet och den unika konstruktionen också för den mycket goda precisionen, även på längre avstånd, samt för patronens goda penetrationsförmågan. Tester utförda av USA:s armé under 1940-talet visade att en 9 mm Luger med helmantlad ammunition var kapabel att penetrera en amerikansk arméhjälm av stål på 130 yards avstånd (cirka 120 meter) – testbanans fulla längd och mer än dubbla avståndet mot vad konkurrenter avsedda för de amerikanska .45 ACP och .38 Special klarade.
En vanlig missuppfattning om Lugern är att mekanismen skulle vara särskilt känslig för smuts. Nutida tester har dock visat att mekanismen i själva verket är mycket tålig och att pistolen genomgående presterar väl under leriga förhållanden, exempelvis i skyttegravar.
Till de verkliga nackdelarna hör emellertid att pistolen kan vara kräsen i ammunitionsvalet; detta gäller främst ammunition med för kort totallängd på patronen. Vidare bör mycket kraftig ammunition främst avsedd för kulsprutepistoler undvikas, då denna på sikt kan fördärva mekanismen, såväl som modern amerikansk ammunition med lägre gastryck än internationell/europeisk standardammunition, vilken kan vara för svag för att mata fram patronerna på ett tillfredsställande vis.